# Ares-Oase
Koordinaten: 71° 50′ 54,6″ S, 68° 12′ 52,2″ W
Die Ares-Oase ist eine antarktische Oase an der Ostküste der westantarktischen Alexander-I.-Insel. Sie besteht aus Tümpeln in feuchtem Untergrund und liegt an der Westflanke des Ares-Kliffs.
Das UK Antarctic Place-Names Committee benannte sie 1994 in Anlehnung an die Benennung des benachbarten Kliffs. Dieses ist benannt nach Ares, dem Gott des schrecklichen Krieges, des Blutbades und Massakers aus der griechischen Mythologie.